# Central nuclear de Penly
La Central nuclear de Penly (en francés: Centrale nucléaire de Penly) es una planta de energía nuclear que se encuentra 10 km al noreste de Dieppe, entre los municipios de Penly y Saint-Martin-en-Campagne, departamento de Sena Marítimo, Normandía, en la costa del Canal de la Mancha o Canal Inglés. Emplea el único funicular ferroviario en funcionamiento de Francia para uso industrial.

## Inauguración
La planta cuenta con unos 670 empleados a tiempo completo y está operada por la empresa francesa Électricité de France (EDF). Se utiliza el agua del mar para enfriar sus reactores.
Los dos reactores tipo PWR son de 1330 MW, por lo que la potencia total instalada es de 2764 MW, lo que significa que la planta está en la media de las centrales nucleares francesas. De promedio, tiene una producción de unos 18.000 millones de kilovatios-hora por año, lo que corresponde a aproximadamente el 80% del consumo anual de Normandía. 

## Ampliación
En enero de 2009, el gobierno francés anunció su intención de ampliar la planta de Penly con un tercer reactor, el que sería segundo reactor nuclear de III generación en Francia, de tipo EPR. La construcción se anunció para 2012 y para la conexión a la red se habló de 2017. La compañía GDF Suez sería copartícipe de la planta, con una mayoría de EDF. Sin embargo, en 2010 GDF Suez se retiró del proyecto. Sin embargo, en 2011, tras el accidente nuclear de Fukushima I, EDF pospuso sine die la construcción del tercer reactor.
En febrero de 2013, el ministro de Renovación Industrial Arnaud Montebourg declaró que los planes para un nuevo reactor EPR en Penly habían sido cancelados, citando la capacidad de producción de electricidad y las inversiones masivas en energía renovable junto con su confianza en el EPR como proyecto competitivo en el extranjero.
En junio de 2023, EDF anunció que estaba iniciando el proceso de autorización para construir dos reactores EPR 2, anticipando que los trabajos preparatorios del sitio comenzarían en el verano de 2024 y que la construcción comenzaría alrededor de 2027.

## Accidentes
El 9 de junio de 2004 una cantidad de agua no precisada y débilmente radiactiva se filtró al mar desde el tanque de reserva del circuito secundario de un reactor.
El 11 de octubre de 2011 un empleado de una subcontrata detectó contaminación localizada en su rostro.
El 5 de abril de 2012 diez camiones de bomberos asistieron a un pequeño incendio dentro de un edificio del reactor. Más tarde, la compañía operadora informó de dos pequeños incendios dentro del edificio del reactor en una tubería de petróleo con fugas. Se extinguieron sin heridos ni impacto ambiental. La detección de humo provocó que el reactor se apagara automáticamente.
El día siguiente, el 6 de abril de 2012, y como consecuencia del incidente del día anterior, un porro había filtrado agua radiactiva a los tanques de recolección dentro del edificio del reactor.
El incidente fue clasificado como de nivel 1 (el más bajo) de la Escala Internacional de Sucesos Nucleares.
El 8 de marzo de 2023, debido a grietas potencialmente graves en la tubería del agua caliente del sistema de inyección, la seguridad pudo haberse visto comprometida (INES 2). La grieta se encontraba en un área no crítica, aunque EDF tuvo que revisar su estrategia para reparar los problemas de corrosión bajo tensión.